# Meningodora marptocheles
Meningodora marptocheles är en kräftdjursart som först beskrevs av Fenner A. Chace 1940.  Meningodora marptocheles ingår i släktet Meningodora och familjen Oplophoridae. Inga underarter finns listade i Catalogue of Life.